# Николаевка (Лунинский район)
Николаевка — деревня в Лунинском районе Пензенской области. Входит в состав Болотниковского сельсовета.

## География
Деревня расположена в северной части области на расстоянии примерно в 15 километрах по прямой к западу-юго-западу от районного центра Лунино.
Часовой пояс
Деревня Николаевка как и вся Пензенская область, находится в часовой зоне МСК (московское время). Смещение применяемого времени относительно UTC составляет +3:00.

## Население
| 1782 | 1864 | 1910 | 1926 | 1930 | 1959 | 1979 |
| ---- | ---- | ---- | ---- | ---- | ---- | ---- |
| 43   | ↗97  | ↗170 | ↗212 | ↗240 | ↘111 | ↘47  |
| 1989 | 1996 | 2002 | 2010 |      |      |      |
| ↘24  | ↘14  | ↗15  | ↘3   |      |      |      |

Национальный состав
Согласно результатам переписи 2002 года, в национальной структуре населения русские составляли 100 % из 15 чел..